# Tecoma fulva
Tecoma fulva là một loài thực vật có hoa trong họ Chùm ớt. Loài này được (Cav.) G.Don miêu tả khoa học đầu tiên năm 1838.